# Abraham Ellstein
Abraham „Abe“ Ellstein (9. Juli 1907 in New York City – 22. März 1963 ebenda) war ein US-amerikanischer Komponist von jiddischer Unterhaltungsmusik.
Er wurde in der Lower East Side, Manhattan, dem „Osteuropa“ der jüdischen Immigranten, geboren und zählt mit seinen Songs zu den Pionieren des amerikanisch-jüdischen Musiktheaters und Mitbegründer der Musical-Tradition des Broadway. Außerdem steuerte er zu dem Film Yidl mitn Fidl – einem der erfolgreichsten Filme in jiddischer Sprache – die Musik bei.

## Werke
- Mamele: Mütterchen (von Edmund Zayenda, 1938, Polen: jiddischer Film)
  - Abi Gezunt (So lang Du gesund bist); Text: Molly Picon
  - Ikh Zing (Ich sing für Dich); Text: Molly Picon
  - Mazl (Gut Glück); Text: Molly Picon

- Der Nayer Sher (Der neue Sher, 1940)

- Eyns un a rekhts (One in a Million: von Anschel Schorr, 1934: musikalische Komödie)
  - Oygn (Augen); Text: Molly Picon

- Ikh bin farlibt (Ich bin verliebt: von William Siegel, 1946: romantische musikalische Komödie)
  - Ikh Vil Es Hern Nokh Amol (Ich möchte es nochmals hören); Text: Molly Picon

- Der berditshever khozn (Der Bräutigam von Berditchev: von Israel Rosenberg, 1930, Operette)
  - Zog Es Mir Nokh Amol (Sag’s mir nochmals); Verse: Jacob Jacobs

- Yidl mitn fidl (Joseph Green oder Josef Grünberg, 1936, romantische musikalische Filmkomödie); Texte: Itzig Manger
  - Oy Mame, Bin Ikh Farlibt (Oh, Mamma, ich bin verliebt)

- Vos Iz Gevorn Fun Mayn Shtetele? (Was wurde aus meinem Schtetl?: von Menashe Skulnik, 1970s, Operette); Text: Isidore Lillian

- Bublitshki (Kleine Bagels: 1938, Operette)
  - Der Alter Tsigayner (Der alte Zigeuner); Text: Jacob Jacobs

- A Heymisher Bulgar (1947)

- Chassidischer Tanz